# Grüner Hering

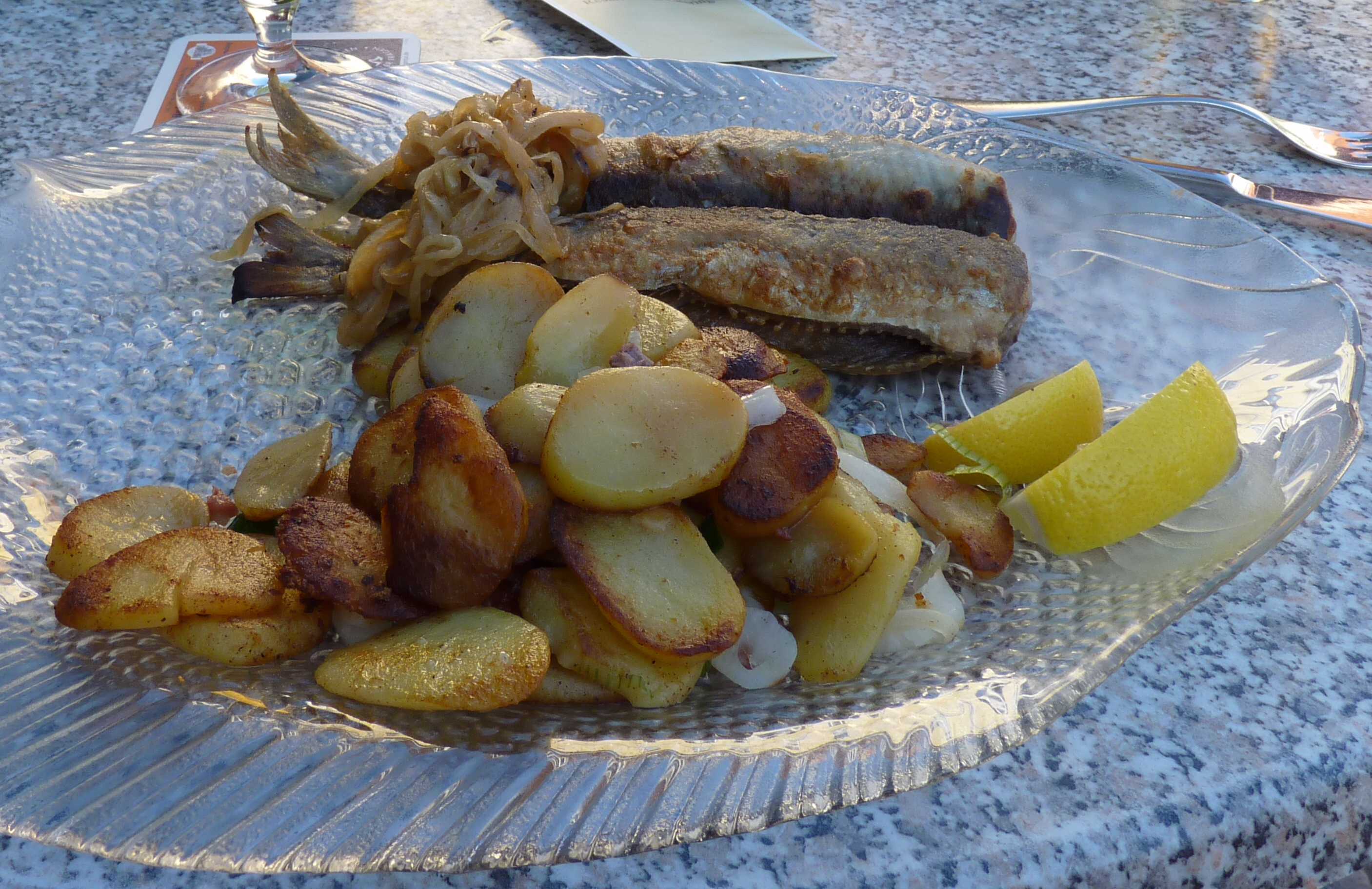
Grüne Heringe gebraten (Heringe nach Müllerin-Art) mit Bratkartoffeln und gebratenen Zwiebelringen

Als grüne Heringe oder Heringe grün werden frische, also nicht eingelegte Heringe bezeichnet. Der Name bezieht sich nicht auf ihre Farbe; grün hat hier die Bedeutung von „frisch, jung, unreif“, um den Unterschied zu den lange Zeit verbreiteteren, konservierten Salzheringen zu betonen. In den europäischen Ländern kommen hauptsächlich Atlantische Heringe als grüne Heringe in den Handel, die neben dem früher üblichen Vollfisch heute hauptsächlich als sogenannte „aoK-Ware“ (ausgenommen, ohne Kopf) beziehungsweise als „Fischrümpfe“ angeboten werden.
Bei der Zubereitung von grünen Heringen werden Vollfische abgeschuppt, gewaschen, ausgenommen und der Kopf abgetrennt, teils auch der Schwanz. Übliche Gewürze sind Salz und teils auch Pfeffer. In alten Küchenregeln wird empfohlen, die ausgenommenen Heringe innen mit etwas Essig zu befeuchten oder sie durch leichtes Essigwasser zu ziehen; dies soll den oft als unangenehm empfundenen Geruch, der beim Braten von Heringen entsteht, verhindern.
In Norddeutschland werden grüne Heringe traditionell nach Müllerinart zubereitet – also in Mehl gewendet und in Butter gebraten – und frisch aus der Pfanne serviert. Traditionelle Beilagen zu Heringen nach Müllerin-Art oder Grünen Heringen gebraten sind Bratkartoffeln und gebratene Zwiebelringe; als weitere Beilagen sind Salzkartoffeln oder Kartoffelpüree mit Zwiebel- oder Speckstippe sowie Kartoffelsalat bekannt.
Nach Müllerinart zubereitet und anschließend in Marinade eingelegt, werden sie als Brathering bezeichnet und kalt verzehrt.